# Bastardo (Giano dell'Umbria)
Bastardo is een plaats (frazione) in de Italiaanse gemeente Giano dell'Umbria.